# Val-d'Arc
Val-d'Arc é uma comuna francesa na região administrativa de Auvérnia-Ródano-Alpes, no departamento da Saboia. Estende-se por uma área de 14.21 km². Em 2010 a comuna tinha 2 041 habitantes (densidade: 143,6 hab./km²).
Foi criada em 1 de janeiro de 2019, após a fusão das antigas comunas de Randens (sede da comuna) e Aiguebelle.